# فینال ای‌اف‌سی کاپ ۲۰۱۶
فینال ای‌اف‌سی کاپ ۲۰۱۶ مسابقه فینال سیزدهمین دوره ای‌اف‌سی کاپ بود که در سال ۲۰۱۶ برگزار شد و نیروی هوایی به مقام قهرمانی دست یافت.

## مسابقه
| تیم ۱       | نتیجه | تیم ۲    |
| ----------- | ----- | -------- |
| نیروی هوایی | ۱–۰   | بنگالورو |

| نیروی هوایی | ۱–۰   | بنگالورو |
| ----------- | ----- | -------- |
| احمد ۷۰'    | گزارش |          |